# Fets de Castilblanco
Fets de Castilblanco és el nom que rep l'enfrontament esdevingut a la localitat de Castilblanco (Extremadura), el 31 de desembre de 1931, entre uns camperols de la localitat i la Guàrdia Civil que va acabar amb el linxament de quatre membres d'aquest cos.

## Successos
El 20 de desembre de 1931, els jornalers en atur del municipi van convocar una manifestació per reclamar treball en el camp. La Guàrdia Civil, que havia estat tradicionalment utilitzada pels governs de la Restauració borbònica per a sufocar les reivindicacions de la pagesia, i que en aquests primers mesos de la Segona República seguia sota la direcció del general José Sanjurjo, va dissoldre la manifestació, contravenint el dret de manifestació consagrat en la recent Constitució Espanyola de 1931. Com a protesta per aquests fets, la Federación Nacional de Trabajadores de la Tierra va convocar dos dies de vaga, amb l'objectiu de forçar la dimissió del cap local de la Guàrdia Civil. A pesar que l'alcalde de Castilblanco va negar el permís corresponent, la vaga es va dur a terme el dia 30 de desembre. L'endemà, quatre guàrdies civils es van personar a la Casa del Pueblo de la localitat, amb la intenció de forçar al seu president a cancel·lar la jornada de vaga. Mentre es produïen les discussions un grup de dones va començar a increpar als agents, que intentanven entrar en el local. En el tumult que es va produir, un dels guàrdies civils va disparar un tret i va matar un camperol, la qual cosa va provocar la ira de la multitud que s'havia amuntegat a les portes de la Casa del Poble, que va reduir els agents i els linxà amb acarnissament.

## Repercussió
Els fets de Castilblanco van tenir una gran repercussió a nivell nacional, en el context de l'agitada vida política i social dels primers temps de la Segona República Espanyola. El Ministre de Governació, Santiago Casares Quiroga, va assistir a l'enterrament dels guàrdies civils i va defensar la seva actuació en el cas. Gregorio Marañón va publicar un article en què justificava l'actuació dels camperols extremenys, comparant els fets amb els presentats per Lope de Vega a Fuenteovejuna, i assenyalant que els veritables responsables de les morts eren aquells que mantenien als camperols espanyols en un estat de misèria i endarreriment vergonyosos.
Els camperols acusats dels assassinats van ser jutjats i condemnats a mort, si bé la pena capital els va ser commutada per la cadena perpètua. El seu advocat defensor va ser el socialista Luis Jiménez de Asúa, un dels redactors de la Constitució republicana.
La tensió generada arran dels esdeveniments de Castilblanco va enrarir l'ambient polític i social del moment. El cap de la Guàrdia Civil, el general Sanjurjo, que encapçalaria un fallit cop d'estat en 1932 i seria un dels promotors del cop de juliol de 1936 que va donar començament a la Guerra Civil Espanyola, es va mostrar indignat pel succeït.

## Relació amb els fet d'Arnedo
La tensió generada pels fets de Castilblanco probablement va influir en el tràgic final dels anomenats fets d'Arnedo, ocorreguts cinc dies després, el 5 de gener de 1932. En aquesta localitat de La Rioja es va produir un altre xoc amb la Guàrdia Civil, quan un grup de treballadors acompanyava a una delegació que acudia a una reunió amb els patrons per negociar la fi d'una vaga convocada per la Unió General de Treballadors. Quan la Guàrdia Civil es va apropar als treballadors reunits, aquests van començar a increpar-los. Els agents, nerviosos pels esdeveniments de Castilblanco, van obrir foc contra la multitud, matant sis persones -entre elles un nen i quatre dones- i ferint-ne setze. Aquests successos van causar un enorme escàndol. Si després dels successos de Castilblanco l'opinió pública es va solidaritzar majoritàriament amb la Guàrdia Civil, en aquesta ocasió va succeir el contrari. Les Corts van demanar la destitució del cap de la Guàrdia Civil, el general Sanjurjo. El govern d'Azaña es va negar a fer-ho, però un mes més tard el va substituir per Miguel Cabanellas Ferrer i el va nomenar cap dels carabiners.